# Jade Hamaoui
Jade Hamaoui, née le 13 Janvier 2001 à Meaux (Seine-et-Marne), est une joueuse de basket-ball française évoluant au poste d'ailière.

## Biographie
Née à Meaux, elle pratique dans sa petite enfance plusieurs sports comme l'équitation et la danse. Elle s'inscrit finalement au basket à 9 ans grâce à une amie qui l'emmène au CS Meaux, le club de sa ville. Elle y passe trois saisons avant de rejoindre Marne la Vallée, le club phare de son département, pour évoluer en minime France alors qu'elle est encore benjamine.
Après avoir porté le maillot de la sélection départementale de la Seine et Marne, elle intègre le Pôle espoir Île de France. Durant ses deux années à Eaubonne, elle participe avec la sélection régionale aux Finales Nationales du Tournoi Inter-Ligue U15. La sélection francilienne ira en finale deux années consécutives, mais ne parvient pas à remporter le titre, battu par les Pays de la Loire d'Iliana Rupert en 2015, puis par le Nord Pas-de-Calais de Zoé Wadoux et Kendra Chéry en 2016. 
À la sortie du Pôle Espoir, elle rejoint le Centre de formation du Tango Bourges Basket. Elle dispute son tout premier match professionnel à 16 ans, le 16 décembre 2017 contre la Roche Vendée BC (victoire de Bourges 83-92 après prolongations). Elle termine la rencontre avec 2 points, 2 rebonds et 1 contre en 4 minutes. Le coach, Olivier Lafargue l'intègre régulièrement à l'équipe première, elle dispute ainsi 7 matchs de Ligue Féminine de Basket lors de ses années cadettes. En 2019, elle remporte la Coupe de France à Bercy aux côtés de Marine Johannès et Alexia Chartereau après avoir battu Charleville-Mezières (67-58). Quelques semaines plus tard, elle remporte le Four Espoir LFB qui envoie Bourges en finale  mais les berruyères s'inclinent face à Lyon ASVEL, seule équipe espoir à évoluer en Nationale 1. En juillet, elle obtient son baccalauréat et intègre l'effectif professionnel la saison suivante.  
Lors de la saison 2019-2020 elle fait onze apparitions en LFB et dix en EuroLigue avant l'arrêt des compétitions pour cause de COVID-19.
Pour la saison 2020-2021, elle décide de s'engager avec le club de Ligue 2, l'AS Aulnoye-Aymeries prétendant à la montée mais l'équipe terminera finalement 4e du classement. Elle joue 20 matchs cette saison, avec un temps de jeu moyen de 10 min. Elle jouera son meilleur match face aux futures championnes, l'UFAB49 avec 11 pts à 5/8 aux tirs et une évaluation de 9 en 16 min.
Elle rejoint le BC Montbrison féminin pour la saison 2021/2022 où elle tourne à 5,3 pts, 2,8 rebonds et 3,4 passes par match. 
Le 2 janvier 2022, lors d'un entraînement de reprise elle est victime d'un malaise cardiaque. Hospitalisée, elle apprend finalement quelques jours plus tard qu'elle est atteinte d'une maladie cardiaque qui la contraint à arrêter sa carrière professionnelle et le sport de haut niveau. Jade explique lors d'une interview pour son club, vouloir rester à Montbrison jusqu'à la fin de la saison afin de découvrir le métier d'entraineur.
Elle est depuis 2020, marraine d'une association qui œuvre pour la promotion, le développement et la formation du basketball féminin en accompagnant des joueuses dans leur projets sportif et scolaire. Jade explique qu'elle va pouvoir passer plus de temps sur les événements de son association pour partager son expérience auprès des jeunes filles.

## Équipe de France
Elle participe à sa première campagne internationale en juin 2016 avec l'équipe de France U15 lors de du Tournoi de l'OFAJ à Heidelberg (Allemagne), puis à Melilla en Espagne pour le Tournoi de l'amitié. C'est lors de la campagne suivante, à l'été 2017, qu'elle obtient son premier titre, l'équipe de France décroche la médaille d'or au Championnat d'Europe U16 organisé à Bourges. Les françaises battent la Hongrie en finale. C'est une joueuse importante de l'équipe, démarrant toutes les rencontres dans le 5 de départ et jouant en moyenne 18 minutes par match. Son sélectionneur, Arnaud Guppillotte la décrit comme un « couteau suisse » car très polyvalente et donc « très précieuse» pour l'équipe. 
En 2018 elle n'est pas retenue pour le championnat du monde U17, mais l'été suivant elle est de nouveau convoquée pour le Championnat d'Europe U18 qui se déroule à Sarajevo (Bosnie-Herzégovine). Elle remporte une médaille de bronze avec l'équipe de France qui perd en demi finale face à la Hongrie (67-56) mais remporte la petite finale face à la Russie (77-45). 
En juillet 2021, pour sa dernière campagne internationale en jeune, elle est sélectionnée avec les U20 pour participer à la FIBA Women's European Challenger. Les françaises remportent le tournoi de Konya (Turquie) après 5 victoires en 5 matchs. Jade participe à toutes les rencontres pour un temps de jeu moyen de 15 minutes. Elle se distingue par son impact défensif, et sa faculté à faire jouer ses coéquipières. Elle fait son meilleur match face au Portugal avec 12 points, 5 rebonds, 2 passes décisives et 1 interception. 

## Clubs
| Saisons     | Équipe                             |
| ----------- | ---------------------------------- |
| 2010 - 2013 | C.S Meaux                          |
| 2013 - 2016 | Marne la Vallée Basket Val Maubuée |
| 2016 - 2020 | Tango Bourges Basket               |
| 2020 - 2021 | AS Aulnoye-Aymeries                |
| 2021 - 2022 | BC Montbrison féminin              |

## Palmarès

### Équipe nationale
- Médaille d'or au Championnat d'Europe U16 2017 à Bourges
- Médaille de bronze au Championnat d'Europe U18 2019 à Sarajevo (Bosnie-Herzégovine)
- Médaille d'or au FIBA U20 Women's European Challenger en 2021 à Konya (Turquie)

### Club
- Médaille d'or au Championnat de France U15 groupe B 2016
- Médaille d'or à la Coupe de France 2019
- Médaille d'argent au Championnat de France Espoir 2019